# Filozofski park Capri
Filozofski park Capri (tal. Parco Filosofico) nalazi se na periferiji gradića Anacapri na talijanskom otoku Capri.
Park je 2000. godine osnovao švedski profesor i pisac Gunnar Adler-Karlsson zajedno sa svojom suprugom.
U parku se nalaze male ploče s citatima 60 različitih zapadnjačkih filozofa.

## Vanjske poveznice
- philosophicalpark.org  Arhivirana inačica izvorne stranice od 30. studenoga 2014. (Wayback Machine)